# Sezen Aksuová
Sezen Aksuová (rodným jménem Fatma Sezen Yıldırımová; 13. července 1954 Sarayköy) je turecká zpěvačka, skladatelka a producentka populární hudby. Spolu s Ajdou Pekkanovou je považována za zakladatelku tureckého popu v 70. letech 20. století. Prodala více než 40 milionů alb po celém světě, nejúspěšnějším bylo album Gülümse z roku 1991, jehož se v Turecko prodaly dva miliony kusů. Je též známa pod přezdívkou "Malý vrabčák" (Minik Serçe), a to podle názvu jejího prvního úspěšného alba z roku 1978. Jako skladatelka napsala několik hitů například pro Tarkana (Şımarık, Şıkıdım). Za její žačku se často označuje Sertab Erenerová, další populární turecká zpěvačka. Známá je její spolupráce s Goranem Bregovićem z 90. let, kdy nejvíce pronikla do světa. Mimo Turecko se prosadila zejména na Balkáně a v Řecku. V Turecku je známa svým aktivismem ve prospěch gay komunity a také ženských práv.

## Diskografie

### Studiová alba
- 1977: Allahaısmarladık
- 1978: Serçe
- 1980: Sevgilerimle
- 1981: Ağlamak Güzeldir
- 1982: Firuze
- 1984: Sen Ağlama
- 1986: Git
- 1988: Sezen Aksu'88
- 1989: Sezen Aksu Söylüyor
- 1991: Gülümse
- 1993: Deli Kızın Türküsü
- 1995: Işık Doğudan Yükselir
- 1996: Düş Bahçeleri
- 1997: Düğün ve Cenaze
- 1998: Adı Bende Saklı
- 2000: Deliveren
- 2002: Şarkı Söylemek Lazım
- 2003: Yaz Bitmeden
- 2005: Bahane
- 2005: Kardelen
- 2008: Deniz Yıldızı
- 2009: Yürüyorum Düş Bahçeleri'nde...
- 2011: Öptüm
- 2017: Biraz Pop Biraz Sezen
- 2018: Demo